# Вилсдруф
Вилсдруф (њем. Wilsdruff) град је у њемачкој савезној држави Саксонија. Једно је од 41 општинског средишта округа Зексише Швајц-Остерцгебирге. Према процјени из 2010. у граду је живјело 13.710 становника. Посједује регионалну шифру (AGS) 14628410.

## Географски и демографски подаци
Вилсдруф се налази у савезној држави Саксонија у округу Зексише Швајц-Остерцгебирге. Град се налази на надморској висини од 273 метра. Површина општине износи 81,7 km². У самом граду је, према процјени из 2010. године, живјело 13.710 становника. Просјечна густина становништва износи 168 становника/km².